# À l'est de moi
Pour plus de détails, voir Fiche technique et Distribution.
À l'est de moi est un film français réalisé par Bojena Horackova et sorti en 2009.

## Fiche technique
- Titre : À l'est de moi
- Réalisation : Bojena Horackova
- Scénario :  Bojena Horackova
- Photographie : Caroline Champetier
- Son : Erwan Kerzanet
- Mixage : Dominique Dalmasso
- Décors : Marine Fronty et Mathieu Menut
- Costumes : Justine Pearce
- Montage : Isabelle Ingold
- Production : Les Films du poisson
- Pays d'origine :  France
- Durée : 85 minutes
- Date de sortie : France - 28 janvier 2009

## Distribution
- Patricia Chraskova : Marta
- Philippe Comar : Professeur aux Beaux-Arts
- Louis-Do de Lencquesaing : le client
- Carole Deffit
- Alexandre de La Baume
- Geneviève Casile : la logeuse
- Olivier Rambeau
- Mireille Perrier : la mère de Lionel
- Elise Ruth Robstad
- Olga Kurylenko : la prostituée Russe
- Laetitia Spigarelli
- Louis Salkind
- Anne-Lise Pitre Béguin
- Louise Jaillette
- Eva Ionesco : la fille dans les toilettes du Palace
- Eva Strus-Becker
- Jana Krausová
- Jirí Chvalovsky
- Marina Kurylenko
- Valentin Letounovsky
- Boris Belenkin
- Bojena Horackova : elle-même
- Vincent Dieutre

## Sélection
- Festival du film de Belfort - Entrevues 2008[1]